# 한마음초등학교 (경기)
한마음초등학교는 대한민국 경기도 화성시에 있는 공립 초등학교이다.

## 학교 연혁
- 2008.01.07 한마음초등학교 설립인가(30학급)
- 2008.03.01 한마음 초등학교 개교(12학급 인가 편성)
- 2008.03.01 초대 황병덕 교장 취임
- 2008.03.01 한마음초등학교 병설유치원 개원(2학급 편성)
- 2008.03.01 자율장학 모델학교 운영
- 2008.09.11 제9회 화성학생 체육대회 초등 1부 종합우승
- 2009.02.12 제1회 유치원 졸업식(남 28명, 여 31명, 계 59명)
- 2009.02.13 제1회 졸업식(남 54명, 여 73명, 계 127명)
- 2009.03.01 유치원 3학급 편성
- 2009.03.01 초등학교 33학급 편성
- 2009.03.01 교과교육중심학교 운영
- 2009.10.01 종일 돌봄 교실 운영
- 2010.02.10 제2회 유치원 졸업식(남 39명, 여 34명, 계 73명)
- 2010.02.11 제2회 졸업식(남 94명, 여 95명, 계 189명)
- 2010.03.01 유치원 3학급 편성
- 2010.03.01 초등학교 30학급 편성
- 2010.03.01 예절체험교실 운영
- 2010.03.01 지역공동 영재학급 2학급 운영
- 2011.02.17 제3회 졸업식(남:71명, 여:62명 계:133명)
- 2011.03.01 초등학교 32학급 편성(특수 학급 1학급, 유치원 3학급)
- 2011.09.01 제2대 박대희 교장 부임
- 2012.02.18 제4회 졸업식(남:77명, 여:78명 계: 155명)
- 2012.03.01 초등학교 33학급 편성(특수학급 1학급, 유치원 3학급)
- 2012.07.01 창의지성교육도시 모델지구 학교 운영
- 2013.02.18 제5회 졸업식, 남 78명, 여, 87명 계 165명)
- 2013.03.01 초등 35학급, 유치원 3학급 편성 운영
- 2013.03.01 창의지성교육도시 모델학교 운영
- 2013.09.01 제3대 조주현 교장 부임
- 2014.02.14 제6회 유치원 졸업식(남36명,여36명 계 72명)
- 2014.02.18 제6회 졸업식(남85명,여71명, 누계 922명)
- 2014.03.01 초등학교 40학급, 유치원 3학급 편성
- 2014.03.01 창의지성교육 모델학교, NTTP 배움과실천 공동체 운영
- 2014.03.01 영재학급 2학급 운영
- 2015.02.12 제7회 유치원 졸업식(남34명,여29명 계 63명)
- 2015.02.13 제7회 졸업식(남76명,여69명, 누계 1067명)
- 2015.03.01 유치원 아람반(특수반) 운영
- 2015.03.01 초등학교 40학급(특수1), 유치원 3학급(특수1) 편성
- 2015.03.01 창의지성교육 모델학교, 혁신공감학교 운영
- 2015.03.01 영재학급 2학급 운영